# Континентальные отложения
Континентальные отложения — отложения, которые образуются на суше и во внутриматериковых водоёмах, обязанные своим происхождением деятельности субаэральных экзогенных процессов, в противоположность отложениям морским, образующимся в море. Древние континентальные отложения (успевшие испытать процесс диагенеза) слагаются главным образом песчаниками, конгломератами и тому подобным, тогда как древние морские отложения состоят преимущественно из известняков. Относительно молодые отложения обычно состоят из рыхлого осадка.
Генезис отложений определяется путём анализа литологического состава, последовательности залегания и геоморфологического положения. Отложения, накопившиеся под влиянием одного геологического процесса или группы процессов образуют генетический тип. Для каждого генетического типа при нанесении на карту используются  определённый цвет и буквенное обозначение. Разновозрастные отложения в пределах одного  типа помечаются оттенками, более древние слои изображаются темнее. Несколько сходных генетических рядов объединяются в ряд. 
К континентальным отложениям также группу так называемых техногенных отложений, появление которых связано с хозяйственной деятельностью человека: дамбы, насыпи, отвалы горных разработок и т. д.

## Классификация
Существует несколько классификаций континентальных отложений. Так, по закономерностям строения, условиям залегания и динамике накопления они подразделяются на различные генетические типы, объединяемые в парагенетические группы и ряды по признаку естественных сочетаний, которые образуют в природе: разные типы элювия, который является результатом изменения горных пород процессами выветривания на месте первоначального залегания этих пород и слагает кору выветривания, представляют собой элювиальный ряд, тогда как остальные континентальные отложения включаются в группу осадочных образований, возникающих путём накопления продуктов жизнедеятельности организмов и переотложения продуктов разрушения горных пород агентами денудации.

### Элювиальный ряд
В этот ряд входят отложения, сформированные под действием выветривания и сохранившиеся на места образования. Состав элювия меняется с глубиной. У поверхности преобладают глины и дресва,  с глубиной начинают доминировать щебень, глыбы и трещиноватые скальные породы. Мощность и состав отложений зависит от выветриваемого скального грунта и агента выветривания (температуры, химического воздействия и т.д.). Для  элювиального ряда характерен постепенный переход от дисперсных грунтов к трещиноватым и плотным разностям коренной горной породы. Отложения ряда формируются на плоских водораздельных вершинах, где смыв осадков минимален.
В ряд входят генетические типы:
- Элювиальный (коры выветривания)
- Почвенный
- Хемогенный — отложения химического происхождения

### Склонный ряд
Отложения, которые возникают в основании склонов в ходе денудации их верхней части, образуют склонный  ряд и без разделения называются коллювием. Коллювий включает в себя  следующие генетические типы:
- Коллювий  — все гравитационные отложения без разделения на типы

- дерупций — отложения обвалов;
- десерпций  — отложения осыпей;
- деляпсий  — отложения оползней;
- солифлюксий — отложения стекания
- делювий — отложения плоскостного смыва
- селевые отложения

### Водный ряд
- пролювий — отложения временных водотоков, например оврагов;
- аллювий  — отложения постоянных водных потоков (рек)
- озёрные отложения
- Озёрно-аллювиальные отложения

### Ледниковый ряд
- гляциальные (моренные) — отложения, переносимые и откладываемые ледником;
- лимно-гляциальные  (ледниково-озёрные)  — отложения приледниковых озёр;
- флювиогляциальные (ледниково-речные) — отложения, переносимые талым водами ледников.

### Другие
- Эоловые отложения (v)
- Техногенные отложения (t; мусор и продукты жизнедеятельности человека)
- Вулканические отложения (vl)
- Покровные суглинки и лёсс

- Торфяники — отложения низинных и верховых автохтонных торфяных болот